# Bengaalse tijgerkat
De Bengaalse tijgerkat (Prionailurus bengalensis) is een zeer algemene kleine katachtige uit Azië. Hij komt in een groot aantal ondersoorten voor in vrijwel geheel Oost- & Zuidoost-Azië.

## Uiterlijke kenmerken
De grootte van de Bengaalse tijgerkat verschilt per regio. In het zuiden van het leefgebied wordt hij 35 centimeter lang met een 15 centimeter lange staart, in het noorden kan hij 60 centimeter lang worden, met een 40 centimeter lange staart. Het lichaamsgewicht verschilt van 3 tot 7 kilogram. In het noorden van het leefgebied zijn de dieren donkerder, grijziger gekleurd dan in het zuiden. De zwartgevlekte vacht is okerbruin tot okergeel van kleur. De buikzijde is wit van kleur. De staart is zwartgeringd. De ogen zijn gelig bruin van kleur. De oren zijn zwart en afgerond, met een witte vlek op de achterzijde.

## Voeding
De Bengaalse tijgerkat is een roofdier, dat voornamelijk op kleine zoogdieren als knaagdieren en op vogeltjes jaagt. Ook hazen, kantjils en jonge herten worden gegrepen, evenals paling en andere vissen, reptielen en insecten. Hij jaagt 's nachts en in de schemering, maar hij is ook geregeld overdag actief, en de activiteitsperiode kan zeer verschillen per individu. Bengaalse tijgerkatten zijn goede klimmers en zwemmers.

## Voortplanting
De Bengaalse tijgerkat werpt een nestje van één tot vier jongen (gemiddeld twee à drie) na een draagtijd van 56 tot 70 dagen. Na een maand of acht zijn de dieren geslachtsrijp. Waarschijnlijk leeft de katachtige in paartjes. De Bengaalse tijgerkat wordt tot 15 jaar oud.

## Verspreiding
De Bengaalse tijgerkat heeft van alle leden van het geslacht Prionailurus het grootste verspreidingsgebied. Hij komt voor in Zuid- & Zuidoost-Azië, van Oost-Pakistan en India via de Himalaya en China tot Mantsjoerije en het Russische Verre Oosten in het noorden, Taiwan en Japan in het oosten en Maleisië in het zuiden. Het zijn goede zwemmers, die gemakkelijk eilandjes voor de kust kunnen koloniseren.
Hij komt voor in een grote verscheidenheid aan leefgebieden: zowel in bos als in struikgebieden met verspreide bomen, van tropisch regenwoud tot gematigd loofwoud, van zeeniveau tot 3000 meter hoogte. In Mantsjoerije wagen ze zich zelfs in de taiga. De Bengaalse tijgerkat houdt zich bij voorkeur op in de buurt van water. Ze komen zelden voor in open, droge of koude gebieden, en de noordelijke grens van zijn leefgebied wordt bepaald door het klimaat. Bengaalse tijgerkatten komen niet voor in gebieden waar meer dan 10 centimeter sneeuw kan vallen. Ook komt de soort voor nabij dorpen.

## Ondersoorten
De ondersoorten verschillen qua vachttekening en qua grootte sterk. Prionailurus javanensis werd voorheen als ondersoort van deze soort beschouwd maar wordt tegenwoordig als aparte soort gerekend. De Iriomotekat (Prionailurus bengalensis iriomotensis) wordt vaak beschouwd als een ondersoort van de Bengaalse tijgerkat, maar deze wordt soms als aparte soort beschouwd.
Er worden twee tot zeven ondersoorten onderscheiden:
- Indo-Chinese tijgerkat (Prionailurus bengalensis bengalensis Kerr, 1792)
- Hainantijgerkat (Prionailurus bengalensis alleni Sody, 1949)
- Chinese tijgerkat (Prionailurus bengalensis chinensis Gray, 1837)
- Amoertijgerkat (Prionailurus bengalensis euptilura Elliot, 1871)
- Horsfields tijgerkat (Prionailurus bengalensis horsfieldi Gray, 1842)
- Iriomotekat (Prionailurus bengalensis iriomotensis Imaizumi, 1967)
- Kasjmirtijgerkat (Prionailurus bengalensis trevelyani Pocock, 1939)

## Trivia
- De grootste huiskat ter wereld, de Asherakat, is een kruising van de Bengaalse tijgerkat en de Afrikaanse serval. Deze hybride is in veel landen verboden.
- Ook de Bengaal is ontstaan door een kruising met deze katachtige. Hiervoor is het gekruist met een huiskat.